# 年間割引サービス
年間割引サービス（ねんかんわりびきサービス）は、携帯電話料金の割引サービスの一つ。NTTドコモではいちねん割引およびひとりでも割50またはファミ割MAX50、auでは年割および誰でも割として、ソフトバンクモバイルでは年間割引および新・自分割引、自分割引50または家族割引MAX50としてサービスが行われている。

## 概要
継続使用を条件に、基本料金の割引が受けられるサービスであり、継続使用期間により2種類（1年継続契約と2年継続契約）の年間割引サービスが存在し、1年継続契約では加入年数に応じ割引率が増加する。同様の割引である継続割引サービスに比べ、一般に割引率が高く、加入1年目にも割引が受けられることから、多くの利用者がこのサービスに加入している。割引率は1年継続契約の場合は使用年数に応じておよそ10 - 25%程度であり、2年継続契約の場合は使用年数に関わらずおよそ50%となる。
年間割引サービスの適用には申し込みが必要であり、申し込まない場合は継続割引サービスが自動適用される。月額料金は不要であるが、いわゆる1年または2年縛りプランであり、途中解約の際には解約金が必要となる。また、解約金は1年継続契約より2年継続契約の方が高額に設定されている。なお各社共通で、年割加入期間中に機種変更や、プラン変更をした場合でも、解約金は発生しない。
また、一般に自動更新方式がとられており、期間満了時に申し出がないと、自動的に継続契約期間（1年間または2年間）の更新がなされる。
そのほか、割引については基本料金のみが対象であり、パケット定額料金など各種サービス料金に割引は適用されない。

## 各社の詳細

### NTTドコモ

#### いちねん割引（1年継続契約）
基本プランの新旧により、「（新）いちねん割引」と「いちねん割引」がある。前者は新料金プランに対応し、後者は旧料金プランに対応する。後者を選んでいる場合でも、新料金プランに移行した場合は、自動的に（新）いちねん割引に移行される。
（新）いちねん割引
- 同社の新料金プランに対応。
- 基本料金が定率割引。割引率は10%（1年目） - 25%（11年目以降）。
- ファミリー割引（25%割引）を併用した場合、単純加算で35%（1年目） - 50%（11年目以降）の割引率となる。
- 途中解約金は継続年数にかかわらず一律3,000円（税別）〈ただし、movaの場合は契約期間に関わらず契約解除料はかからない。〉

いちねん割引
- 同社の旧料金プランに対応。
- 基本料金が定率割引。割引率は10%（1年目） - 15%（6年目以降）。
- ファミリー割引（25%割引）を併用した場合、単純加算で35%（1年目） - 40%（6年目以降）の割引率となる。
- 途中解約金は1年目で最大4,600円だが、それ以降は900円 -1,600円で、5年以上経過した場合は無料となる（いずれも税別）〈（新）いちねん割引同様、movaの場合は契約解除料はかからない。〉

#### ひとりでも割引50、ファミ割MAX50（2年継続契約）
詳しくはひとりでも割引50、ファミ割MAX50を参照すること
- 同社の新料金プランに対応。
- 基本料金が定率割引。割引率は年数にかかわらず一律50%。
- 途中解約金は継続年数にかかわらず一律9,500円（税別）
- ファミリー割引を組んでいる回線で、利用期間が11年目以降に突入している場合は、「（新）いちねん割引」で同等の割引が受けられるため、当割引の対象とならず、既契約者は自動移行される。

### au

#### 年割（1年継続契約）
CDMA 1X WINとCDMA 1Xで割引方式が異なる。
CDMA 1X WIN
- 基本料金の定率割引で、割引率は15%（1年目） - 25%（11年目以降）。
- 家族割（25%割引）と併用した場合は単純加算されず、別途割引率が規定されており、たとえば1年目の割引率は36.5%となる。最大割引率は50%（11年目以降）。

CDMA 1X
- プランごとに加入年数に応じた料金が設定されている。割引率換算で最大35%程度割引（4年目以降）。
- 家族割と併用した場合も加入年数に応じた料金設定があり、加入地域・プランにより異なる。割引率換算で最大51%割引（4年目以降）。

- 共通事項
  - 途中解約金は継続年数にかかわらず一律税込み3,150円（税抜3,000円）。ただし、2004年2月29日迄に契約していた場合、旧規約となり契約解除料は1年目迄が3150円、2年目迄が1050円、3年目以降は無料での解約が可能である。
  - ガク割・スマイルハート割引・MY割（誰でも割）との併用不可。なお年割からこれらのサービスに移行する場合は解約金はかからない。

#### 誰でも割（2年継続契約）
詳しくは誰でも割を参照すること
誰でも割
- 基本料金が定率割引。割引率は年数にかかわらず一律50%。
- CDMA 1X WINの場合、1年目から1人でも基本使用料が50%割引となり、CDMA 1Xは料金プランごとの「年割」+「家族割」の最大割引が適用される。
- 途中解約金は継続年数にかかわらず一律9,500円（税別）。ただし継続年数10年以上で「家族割」併用のユーザーに限り3,000円（税別）に減額される。

### ソフトバンクモバイル
ボーダフォンから2006年10月1日に移行したソフトバンクモバイルでは、本サービスの新規受付サービスは希望者の申告のみによって可能となり、販売店はより割引率と解約金の高いスーパーボーナス継続割引の案内に一本化していたが、その後、年間割引サービスと切り離した「新スーパーボーナス」と年間割引（オレンジプラン・ブループラン・ゴールドプラン）かホワイトプランとの組みあわせに移行している。

#### 年間割引（1年継続契約）
以下はボーダフォン時代からの料金プランの利用者について適用される内容である。オレンジプラン、ブループランの年間割引については内容が異なる。
- 基本料金の定率割引で、割引率は10%（1年目） - 25%（4年目以降）。
- 上記に加え、更新月の基本料金が半額となり、年平均すると最大27%の割引となる。
- 家族割引は主回線のみが併用可能。ソフトバンクモバイルの家族割引には主回線の基本料金割引がないため、併用しても基本料金の割引率は変わらない。副回線における家族割引の併用については、2年縛りであるハッピーボーナスが対応している。
- 途中解約金は継続年数にかかわらず一律4,000円（税別）。
- 2006年10月1日ソフトバンクモバイルへの移行にともない、新規受付の案内は停止した。但し、2007年2月28日までは、希望すれば新規でも加入可能であった。

#### 自分割引50、家族割引MAX50（2年継続契約）
「自分割引50」「家族割引MAX50」はそれぞれ、NTTドコモの「ひとりでも割50」「ファミ割MAX50」に対抗するために設けられた、ブループラン用の2年契約割引である。内容はNTTドコモのものに準じている。

#### 新・自分割引（2年継続契約）
新・自分割引
- 基本料金が定率割引。割引率は年数にかかわらず一律50%。
- ただし、オレンジプラン (X) の内、エコノミー、ライト、オフタイム、デイタイム、キッズ・シニアプランは52%の割引であり、ビジネス、スタンダードは47%の割引となる。
- 途中解約金は継続年数にかかわらず一律9,500円（税別）